# Лукканське герцогство
Лукканське герцогство (італ. Ducato di Lucca) — держава, що існувала на Італійському півострові в першій половині XIX століття.
У 1815 році Віденський конгрес вирішив передати дружині Наполеона Марії-Луїзі Австрійській (дочці австрійського імператора) Пармське герцогство. Позаяк до наполеонівського завоювання герцогство належало пармським Бурбонам, для компенсації цієї втрати було створено Лукканське герцогство.
У 1817 році герцогинею Лукканською стала Марія-Луїза Іспанська (колишня королева Етрурії). У 1824 році вона померла, і трон герцогства перейшов до її сина Карла, який також був спадкоємцем пармського трону. У 1847 році, коли померла Марія-Луїза Австрійська, Карл став герцогом пармським, а Лукканське герцогство увійшло до складу Великого герцогства Тосканського.

## Прапор
З 1815 по 1818 роки прапор герцогства складався з двох горизонтальних смуг — жовтої і червоної. З 7 листопада 1818 по 1847 прапором герцогства було біле полотнище з гербом Марії-Луїзи і жовто-червоною вставкою в кутку.

## ГерцогиЛукканські(1815–1847)
- Марія-Луїза Іспанська (9 червня 1815 — 13 березня 1824)
- Карл I (13 березня 1824 — 17 грудня 1847)